# Tournoi des rois
Le Tournoi des rois ((ro)Turneul Regilor ; (en)Kings Tournament) est un tournoi international d'échecs disputé chaque année depuis 2007,  en Roumanie. Le tournoi est organisé par le club d'échecs de Bucarest Elisabeta Polihroniade et la société Romgaz.

## Historique et organisation
Jusqu'en 2011, le tournoi avait lieu durant le mois de juin. Les trois premières éditions (2007 à 2009) eurent lieu à  Bazna. Depuis 2010, le tournoi est un tournoi à deux tours.  En 2010 et 2011 (quatrième et cinquième édition), il opposait six participants et avait lieu à Mediaș ; il fut remporté par le numéro un mondial Magnus Carlsen. En 2012, après avoir été reporté, le tournoi eut lieu du 7 au 14 novembre à Bucarest avec quatre joueurs ; Ivantchouk remporta le tournoi. En 2013, le tournoi fut disputé en octobre avec seulement cinq participants et la victoire revint à Fabiano Caruana. En 2014, le tournoi est organisé suivant le système Scheveningue : un match-tournoi entre l'équipe de Chine et l'équipe de Roumanie.
En 2010 et 2011, le vainqueur du tournoi des rois, Magnus Carlsen, était qualifié pour la finale du grand chelem d'échecs de Bilbao qui a lieu à la fin de l'année.

## Palmarès des tournois (2007-2013)
| Édition Année | Édition Année | Date            | Lieu     | Vainqueur           | Fédération | Score             | Deuxième(s)                  | Troisième(s)                     | Joueurs | Catégorie (Elo moyen) |
| ------------- | ------------- | --------------- | -------- | ------------------- | ---------- | ----------------- | ---------------------------- | -------------------------------- | ------- | --------------------- |
| 1             | 2007          | 15-27 juin      | Bazna    | Aleksandr Khalifman | Russie     | 7 / 10 (+5 –1 =4) | Rafael Vaganian              | Zoltan Ribli Lajos Portisch      | 11      | XIV (2566)            |
| 2             | 2008          | 24 mai - 4 juin | Bazna    | Nigel Short         | Angleterre | 7 / 10 (+4 =6)    | Lajos Portisch Ulf Andersson |                                  | 11      | XIV (2572)            |
| 3             | 2009          | 14-25 juin      | Bazna    | Vassili Ivantchouk  | Ukraine    | 7 / 10 (+4 =6)    | Boris Guelfand               | Teimour Radjabov Alekseï Chirov  | 6       | XX (2729)             |
| 4             | 2010          | 14-25 juin      | Mediaș   | Magnus Carlsen      | Norvège    | 7,5 / 10 (+4 =5)  | Boris Guelfand               | Teimour Radjabov                 | 6       | XX (2742)             |
| 5             | 2011          | 11-23 juin      | Mediaș   | Magnus Carlsen      | Norvège    | 6,5 / 10 (+3 =7)  | Sergueï Kariakine            | Hikaru Nakamura Teimour Radjabov | 6       | XXI (2760)            |
| 6             | 2012          | 7-14 novembre   | Bucarest | Vassili Ivantchouk  | Ukraine    | 3,5 / 6 (+1 =5)   | Veselin Topalov              | Fabiano Caruana                  | 4       | XX (2747)             |
| 7             | 2013          | 6-17 octobre    | Bucarest | Fabiano Caruana     | Italie     | 5 / 8 (+3 –1 =4)  | Wang Hao                     | Liviu-Dieter Nisipeanu           | 5       | XIX (2731)            |

## Sixième édition (2012): victoire de Ivantchouk après départage
Ivantchouk - Nisipeanu 1 - 0
|   | a | b | c | d | e | f | g | h |   |
| 8 | Roi noir sur case blanche g8 · Pion noir sur case noire g7 · Pion noir sur case blanche e6 · Pion noir sur case noire f6 · Tour blanche sur case noire c5 · Pion noir sur case blanche h5 · Pion blanc sur case noire d4 · Pion blanc sur case noire h4 · Fou blanc sur case noire c3 · Pion blanc sur case noire e3 · Roi blanc sur case noire g3 · Pion blanc sur case noire b2 · Tour noire sur case blanche c2 · Fou noir sur case blanche e2 · Pion blanc sur case noire f2 · Pion blanc sur case blanche g2 | Roi noir sur case blanche g8 · Pion noir sur case noire g7 · Pion noir sur case blanche e6 · Pion noir sur case noire f6 · Tour blanche sur case noire c5 · Pion noir sur case blanche h5 · Pion blanc sur case noire d4 · Pion blanc sur case noire h4 · Fou blanc sur case noire c3 · Pion blanc sur case noire e3 · Roi blanc sur case noire g3 · Pion blanc sur case noire b2 · Tour noire sur case blanche c2 · Fou noir sur case blanche e2 · Pion blanc sur case noire f2 · Pion blanc sur case blanche g2 | Roi noir sur case blanche g8 · Pion noir sur case noire g7 · Pion noir sur case blanche e6 · Pion noir sur case noire f6 · Tour blanche sur case noire c5 · Pion noir sur case blanche h5 · Pion blanc sur case noire d4 · Pion blanc sur case noire h4 · Fou blanc sur case noire c3 · Pion blanc sur case noire e3 · Roi blanc sur case noire g3 · Pion blanc sur case noire b2 · Tour noire sur case blanche c2 · Fou noir sur case blanche e2 · Pion blanc sur case noire f2 · Pion blanc sur case blanche g2 | Roi noir sur case blanche g8 · Pion noir sur case noire g7 · Pion noir sur case blanche e6 · Pion noir sur case noire f6 · Tour blanche sur case noire c5 · Pion noir sur case blanche h5 · Pion blanc sur case noire d4 · Pion blanc sur case noire h4 · Fou blanc sur case noire c3 · Pion blanc sur case noire e3 · Roi blanc sur case noire g3 · Pion blanc sur case noire b2 · Tour noire sur case blanche c2 · Fou noir sur case blanche e2 · Pion blanc sur case noire f2 · Pion blanc sur case blanche g2 | Roi noir sur case blanche g8 · Pion noir sur case noire g7 · Pion noir sur case blanche e6 · Pion noir sur case noire f6 · Tour blanche sur case noire c5 · Pion noir sur case blanche h5 · Pion blanc sur case noire d4 · Pion blanc sur case noire h4 · Fou blanc sur case noire c3 · Pion blanc sur case noire e3 · Roi blanc sur case noire g3 · Pion blanc sur case noire b2 · Tour noire sur case blanche c2 · Fou noir sur case blanche e2 · Pion blanc sur case noire f2 · Pion blanc sur case blanche g2 | Roi noir sur case blanche g8 · Pion noir sur case noire g7 · Pion noir sur case blanche e6 · Pion noir sur case noire f6 · Tour blanche sur case noire c5 · Pion noir sur case blanche h5 · Pion blanc sur case noire d4 · Pion blanc sur case noire h4 · Fou blanc sur case noire c3 · Pion blanc sur case noire e3 · Roi blanc sur case noire g3 · Pion blanc sur case noire b2 · Tour noire sur case blanche c2 · Fou noir sur case blanche e2 · Pion blanc sur case noire f2 · Pion blanc sur case blanche g2 | Roi noir sur case blanche g8 · Pion noir sur case noire g7 · Pion noir sur case blanche e6 · Pion noir sur case noire f6 · Tour blanche sur case noire c5 · Pion noir sur case blanche h5 · Pion blanc sur case noire d4 · Pion blanc sur case noire h4 · Fou blanc sur case noire c3 · Pion blanc sur case noire e3 · Roi blanc sur case noire g3 · Pion blanc sur case noire b2 · Tour noire sur case blanche c2 · Fou noir sur case blanche e2 · Pion blanc sur case noire f2 · Pion blanc sur case blanche g2 | Roi noir sur case blanche g8 · Pion noir sur case noire g7 · Pion noir sur case blanche e6 · Pion noir sur case noire f6 · Tour blanche sur case noire c5 · Pion noir sur case blanche h5 · Pion blanc sur case noire d4 · Pion blanc sur case noire h4 · Fou blanc sur case noire c3 · Pion blanc sur case noire e3 · Roi blanc sur case noire g3 · Pion blanc sur case noire b2 · Tour noire sur case blanche c2 · Fou noir sur case blanche e2 · Pion blanc sur case noire f2 · Pion blanc sur case blanche g2 | 8 |
| 7 | Roi noir sur case blanche g8 · Pion noir sur case noire g7 · Pion noir sur case blanche e6 · Pion noir sur case noire f6 · Tour blanche sur case noire c5 · Pion noir sur case blanche h5 · Pion blanc sur case noire d4 · Pion blanc sur case noire h4 · Fou blanc sur case noire c3 · Pion blanc sur case noire e3 · Roi blanc sur case noire g3 · Pion blanc sur case noire b2 · Tour noire sur case blanche c2 · Fou noir sur case blanche e2 · Pion blanc sur case noire f2 · Pion blanc sur case blanche g2 | Roi noir sur case blanche g8 · Pion noir sur case noire g7 · Pion noir sur case blanche e6 · Pion noir sur case noire f6 · Tour blanche sur case noire c5 · Pion noir sur case blanche h5 · Pion blanc sur case noire d4 · Pion blanc sur case noire h4 · Fou blanc sur case noire c3 · Pion blanc sur case noire e3 · Roi blanc sur case noire g3 · Pion blanc sur case noire b2 · Tour noire sur case blanche c2 · Fou noir sur case blanche e2 · Pion blanc sur case noire f2 · Pion blanc sur case blanche g2 | Roi noir sur case blanche g8 · Pion noir sur case noire g7 · Pion noir sur case blanche e6 · Pion noir sur case noire f6 · Tour blanche sur case noire c5 · Pion noir sur case blanche h5 · Pion blanc sur case noire d4 · Pion blanc sur case noire h4 · Fou blanc sur case noire c3 · Pion blanc sur case noire e3 · Roi blanc sur case noire g3 · Pion blanc sur case noire b2 · Tour noire sur case blanche c2 · Fou noir sur case blanche e2 · Pion blanc sur case noire f2 · Pion blanc sur case blanche g2 | Roi noir sur case blanche g8 · Pion noir sur case noire g7 · Pion noir sur case blanche e6 · Pion noir sur case noire f6 · Tour blanche sur case noire c5 · Pion noir sur case blanche h5 · Pion blanc sur case noire d4 · Pion blanc sur case noire h4 · Fou blanc sur case noire c3 · Pion blanc sur case noire e3 · Roi blanc sur case noire g3 · Pion blanc sur case noire b2 · Tour noire sur case blanche c2 · Fou noir sur case blanche e2 · Pion blanc sur case noire f2 · Pion blanc sur case blanche g2 | Roi noir sur case blanche g8 · Pion noir sur case noire g7 · Pion noir sur case blanche e6 · Pion noir sur case noire f6 · Tour blanche sur case noire c5 · Pion noir sur case blanche h5 · Pion blanc sur case noire d4 · Pion blanc sur case noire h4 · Fou blanc sur case noire c3 · Pion blanc sur case noire e3 · Roi blanc sur case noire g3 · Pion blanc sur case noire b2 · Tour noire sur case blanche c2 · Fou noir sur case blanche e2 · Pion blanc sur case noire f2 · Pion blanc sur case blanche g2 | Roi noir sur case blanche g8 · Pion noir sur case noire g7 · Pion noir sur case blanche e6 · Pion noir sur case noire f6 · Tour blanche sur case noire c5 · Pion noir sur case blanche h5 · Pion blanc sur case noire d4 · Pion blanc sur case noire h4 · Fou blanc sur case noire c3 · Pion blanc sur case noire e3 · Roi blanc sur case noire g3 · Pion blanc sur case noire b2 · Tour noire sur case blanche c2 · Fou noir sur case blanche e2 · Pion blanc sur case noire f2 · Pion blanc sur case blanche g2 | Roi noir sur case blanche g8 · Pion noir sur case noire g7 · Pion noir sur case blanche e6 · Pion noir sur case noire f6 · Tour blanche sur case noire c5 · Pion noir sur case blanche h5 · Pion blanc sur case noire d4 · Pion blanc sur case noire h4 · Fou blanc sur case noire c3 · Pion blanc sur case noire e3 · Roi blanc sur case noire g3 · Pion blanc sur case noire b2 · Tour noire sur case blanche c2 · Fou noir sur case blanche e2 · Pion blanc sur case noire f2 · Pion blanc sur case blanche g2 | Roi noir sur case blanche g8 · Pion noir sur case noire g7 · Pion noir sur case blanche e6 · Pion noir sur case noire f6 · Tour blanche sur case noire c5 · Pion noir sur case blanche h5 · Pion blanc sur case noire d4 · Pion blanc sur case noire h4 · Fou blanc sur case noire c3 · Pion blanc sur case noire e3 · Roi blanc sur case noire g3 · Pion blanc sur case noire b2 · Tour noire sur case blanche c2 · Fou noir sur case blanche e2 · Pion blanc sur case noire f2 · Pion blanc sur case blanche g2 | 7 |
| 6 | Roi noir sur case blanche g8 · Pion noir sur case noire g7 · Pion noir sur case blanche e6 · Pion noir sur case noire f6 · Tour blanche sur case noire c5 · Pion noir sur case blanche h5 · Pion blanc sur case noire d4 · Pion blanc sur case noire h4 · Fou blanc sur case noire c3 · Pion blanc sur case noire e3 · Roi blanc sur case noire g3 · Pion blanc sur case noire b2 · Tour noire sur case blanche c2 · Fou noir sur case blanche e2 · Pion blanc sur case noire f2 · Pion blanc sur case blanche g2 | Roi noir sur case blanche g8 · Pion noir sur case noire g7 · Pion noir sur case blanche e6 · Pion noir sur case noire f6 · Tour blanche sur case noire c5 · Pion noir sur case blanche h5 · Pion blanc sur case noire d4 · Pion blanc sur case noire h4 · Fou blanc sur case noire c3 · Pion blanc sur case noire e3 · Roi blanc sur case noire g3 · Pion blanc sur case noire b2 · Tour noire sur case blanche c2 · Fou noir sur case blanche e2 · Pion blanc sur case noire f2 · Pion blanc sur case blanche g2 | Roi noir sur case blanche g8 · Pion noir sur case noire g7 · Pion noir sur case blanche e6 · Pion noir sur case noire f6 · Tour blanche sur case noire c5 · Pion noir sur case blanche h5 · Pion blanc sur case noire d4 · Pion blanc sur case noire h4 · Fou blanc sur case noire c3 · Pion blanc sur case noire e3 · Roi blanc sur case noire g3 · Pion blanc sur case noire b2 · Tour noire sur case blanche c2 · Fou noir sur case blanche e2 · Pion blanc sur case noire f2 · Pion blanc sur case blanche g2 | Roi noir sur case blanche g8 · Pion noir sur case noire g7 · Pion noir sur case blanche e6 · Pion noir sur case noire f6 · Tour blanche sur case noire c5 · Pion noir sur case blanche h5 · Pion blanc sur case noire d4 · Pion blanc sur case noire h4 · Fou blanc sur case noire c3 · Pion blanc sur case noire e3 · Roi blanc sur case noire g3 · Pion blanc sur case noire b2 · Tour noire sur case blanche c2 · Fou noir sur case blanche e2 · Pion blanc sur case noire f2 · Pion blanc sur case blanche g2 | Roi noir sur case blanche g8 · Pion noir sur case noire g7 · Pion noir sur case blanche e6 · Pion noir sur case noire f6 · Tour blanche sur case noire c5 · Pion noir sur case blanche h5 · Pion blanc sur case noire d4 · Pion blanc sur case noire h4 · Fou blanc sur case noire c3 · Pion blanc sur case noire e3 · Roi blanc sur case noire g3 · Pion blanc sur case noire b2 · Tour noire sur case blanche c2 · Fou noir sur case blanche e2 · Pion blanc sur case noire f2 · Pion blanc sur case blanche g2 | Roi noir sur case blanche g8 · Pion noir sur case noire g7 · Pion noir sur case blanche e6 · Pion noir sur case noire f6 · Tour blanche sur case noire c5 · Pion noir sur case blanche h5 · Pion blanc sur case noire d4 · Pion blanc sur case noire h4 · Fou blanc sur case noire c3 · Pion blanc sur case noire e3 · Roi blanc sur case noire g3 · Pion blanc sur case noire b2 · Tour noire sur case blanche c2 · Fou noir sur case blanche e2 · Pion blanc sur case noire f2 · Pion blanc sur case blanche g2 | Roi noir sur case blanche g8 · Pion noir sur case noire g7 · Pion noir sur case blanche e6 · Pion noir sur case noire f6 · Tour blanche sur case noire c5 · Pion noir sur case blanche h5 · Pion blanc sur case noire d4 · Pion blanc sur case noire h4 · Fou blanc sur case noire c3 · Pion blanc sur case noire e3 · Roi blanc sur case noire g3 · Pion blanc sur case noire b2 · Tour noire sur case blanche c2 · Fou noir sur case blanche e2 · Pion blanc sur case noire f2 · Pion blanc sur case blanche g2 | Roi noir sur case blanche g8 · Pion noir sur case noire g7 · Pion noir sur case blanche e6 · Pion noir sur case noire f6 · Tour blanche sur case noire c5 · Pion noir sur case blanche h5 · Pion blanc sur case noire d4 · Pion blanc sur case noire h4 · Fou blanc sur case noire c3 · Pion blanc sur case noire e3 · Roi blanc sur case noire g3 · Pion blanc sur case noire b2 · Tour noire sur case blanche c2 · Fou noir sur case blanche e2 · Pion blanc sur case noire f2 · Pion blanc sur case blanche g2 | 6 |
| 5 | Roi noir sur case blanche g8 · Pion noir sur case noire g7 · Pion noir sur case blanche e6 · Pion noir sur case noire f6 · Tour blanche sur case noire c5 · Pion noir sur case blanche h5 · Pion blanc sur case noire d4 · Pion blanc sur case noire h4 · Fou blanc sur case noire c3 · Pion blanc sur case noire e3 · Roi blanc sur case noire g3 · Pion blanc sur case noire b2 · Tour noire sur case blanche c2 · Fou noir sur case blanche e2 · Pion blanc sur case noire f2 · Pion blanc sur case blanche g2 | Roi noir sur case blanche g8 · Pion noir sur case noire g7 · Pion noir sur case blanche e6 · Pion noir sur case noire f6 · Tour blanche sur case noire c5 · Pion noir sur case blanche h5 · Pion blanc sur case noire d4 · Pion blanc sur case noire h4 · Fou blanc sur case noire c3 · Pion blanc sur case noire e3 · Roi blanc sur case noire g3 · Pion blanc sur case noire b2 · Tour noire sur case blanche c2 · Fou noir sur case blanche e2 · Pion blanc sur case noire f2 · Pion blanc sur case blanche g2 | Roi noir sur case blanche g8 · Pion noir sur case noire g7 · Pion noir sur case blanche e6 · Pion noir sur case noire f6 · Tour blanche sur case noire c5 · Pion noir sur case blanche h5 · Pion blanc sur case noire d4 · Pion blanc sur case noire h4 · Fou blanc sur case noire c3 · Pion blanc sur case noire e3 · Roi blanc sur case noire g3 · Pion blanc sur case noire b2 · Tour noire sur case blanche c2 · Fou noir sur case blanche e2 · Pion blanc sur case noire f2 · Pion blanc sur case blanche g2 | Roi noir sur case blanche g8 · Pion noir sur case noire g7 · Pion noir sur case blanche e6 · Pion noir sur case noire f6 · Tour blanche sur case noire c5 · Pion noir sur case blanche h5 · Pion blanc sur case noire d4 · Pion blanc sur case noire h4 · Fou blanc sur case noire c3 · Pion blanc sur case noire e3 · Roi blanc sur case noire g3 · Pion blanc sur case noire b2 · Tour noire sur case blanche c2 · Fou noir sur case blanche e2 · Pion blanc sur case noire f2 · Pion blanc sur case blanche g2 | Roi noir sur case blanche g8 · Pion noir sur case noire g7 · Pion noir sur case blanche e6 · Pion noir sur case noire f6 · Tour blanche sur case noire c5 · Pion noir sur case blanche h5 · Pion blanc sur case noire d4 · Pion blanc sur case noire h4 · Fou blanc sur case noire c3 · Pion blanc sur case noire e3 · Roi blanc sur case noire g3 · Pion blanc sur case noire b2 · Tour noire sur case blanche c2 · Fou noir sur case blanche e2 · Pion blanc sur case noire f2 · Pion blanc sur case blanche g2 | Roi noir sur case blanche g8 · Pion noir sur case noire g7 · Pion noir sur case blanche e6 · Pion noir sur case noire f6 · Tour blanche sur case noire c5 · Pion noir sur case blanche h5 · Pion blanc sur case noire d4 · Pion blanc sur case noire h4 · Fou blanc sur case noire c3 · Pion blanc sur case noire e3 · Roi blanc sur case noire g3 · Pion blanc sur case noire b2 · Tour noire sur case blanche c2 · Fou noir sur case blanche e2 · Pion blanc sur case noire f2 · Pion blanc sur case blanche g2 | Roi noir sur case blanche g8 · Pion noir sur case noire g7 · Pion noir sur case blanche e6 · Pion noir sur case noire f6 · Tour blanche sur case noire c5 · Pion noir sur case blanche h5 · Pion blanc sur case noire d4 · Pion blanc sur case noire h4 · Fou blanc sur case noire c3 · Pion blanc sur case noire e3 · Roi blanc sur case noire g3 · Pion blanc sur case noire b2 · Tour noire sur case blanche c2 · Fou noir sur case blanche e2 · Pion blanc sur case noire f2 · Pion blanc sur case blanche g2 | Roi noir sur case blanche g8 · Pion noir sur case noire g7 · Pion noir sur case blanche e6 · Pion noir sur case noire f6 · Tour blanche sur case noire c5 · Pion noir sur case blanche h5 · Pion blanc sur case noire d4 · Pion blanc sur case noire h4 · Fou blanc sur case noire c3 · Pion blanc sur case noire e3 · Roi blanc sur case noire g3 · Pion blanc sur case noire b2 · Tour noire sur case blanche c2 · Fou noir sur case blanche e2 · Pion blanc sur case noire f2 · Pion blanc sur case blanche g2 | 5 |
| 4 | Roi noir sur case blanche g8 · Pion noir sur case noire g7 · Pion noir sur case blanche e6 · Pion noir sur case noire f6 · Tour blanche sur case noire c5 · Pion noir sur case blanche h5 · Pion blanc sur case noire d4 · Pion blanc sur case noire h4 · Fou blanc sur case noire c3 · Pion blanc sur case noire e3 · Roi blanc sur case noire g3 · Pion blanc sur case noire b2 · Tour noire sur case blanche c2 · Fou noir sur case blanche e2 · Pion blanc sur case noire f2 · Pion blanc sur case blanche g2 | Roi noir sur case blanche g8 · Pion noir sur case noire g7 · Pion noir sur case blanche e6 · Pion noir sur case noire f6 · Tour blanche sur case noire c5 · Pion noir sur case blanche h5 · Pion blanc sur case noire d4 · Pion blanc sur case noire h4 · Fou blanc sur case noire c3 · Pion blanc sur case noire e3 · Roi blanc sur case noire g3 · Pion blanc sur case noire b2 · Tour noire sur case blanche c2 · Fou noir sur case blanche e2 · Pion blanc sur case noire f2 · Pion blanc sur case blanche g2 | Roi noir sur case blanche g8 · Pion noir sur case noire g7 · Pion noir sur case blanche e6 · Pion noir sur case noire f6 · Tour blanche sur case noire c5 · Pion noir sur case blanche h5 · Pion blanc sur case noire d4 · Pion blanc sur case noire h4 · Fou blanc sur case noire c3 · Pion blanc sur case noire e3 · Roi blanc sur case noire g3 · Pion blanc sur case noire b2 · Tour noire sur case blanche c2 · Fou noir sur case blanche e2 · Pion blanc sur case noire f2 · Pion blanc sur case blanche g2 | Roi noir sur case blanche g8 · Pion noir sur case noire g7 · Pion noir sur case blanche e6 · Pion noir sur case noire f6 · Tour blanche sur case noire c5 · Pion noir sur case blanche h5 · Pion blanc sur case noire d4 · Pion blanc sur case noire h4 · Fou blanc sur case noire c3 · Pion blanc sur case noire e3 · Roi blanc sur case noire g3 · Pion blanc sur case noire b2 · Tour noire sur case blanche c2 · Fou noir sur case blanche e2 · Pion blanc sur case noire f2 · Pion blanc sur case blanche g2 | Roi noir sur case blanche g8 · Pion noir sur case noire g7 · Pion noir sur case blanche e6 · Pion noir sur case noire f6 · Tour blanche sur case noire c5 · Pion noir sur case blanche h5 · Pion blanc sur case noire d4 · Pion blanc sur case noire h4 · Fou blanc sur case noire c3 · Pion blanc sur case noire e3 · Roi blanc sur case noire g3 · Pion blanc sur case noire b2 · Tour noire sur case blanche c2 · Fou noir sur case blanche e2 · Pion blanc sur case noire f2 · Pion blanc sur case blanche g2 | Roi noir sur case blanche g8 · Pion noir sur case noire g7 · Pion noir sur case blanche e6 · Pion noir sur case noire f6 · Tour blanche sur case noire c5 · Pion noir sur case blanche h5 · Pion blanc sur case noire d4 · Pion blanc sur case noire h4 · Fou blanc sur case noire c3 · Pion blanc sur case noire e3 · Roi blanc sur case noire g3 · Pion blanc sur case noire b2 · Tour noire sur case blanche c2 · Fou noir sur case blanche e2 · Pion blanc sur case noire f2 · Pion blanc sur case blanche g2 | Roi noir sur case blanche g8 · Pion noir sur case noire g7 · Pion noir sur case blanche e6 · Pion noir sur case noire f6 · Tour blanche sur case noire c5 · Pion noir sur case blanche h5 · Pion blanc sur case noire d4 · Pion blanc sur case noire h4 · Fou blanc sur case noire c3 · Pion blanc sur case noire e3 · Roi blanc sur case noire g3 · Pion blanc sur case noire b2 · Tour noire sur case blanche c2 · Fou noir sur case blanche e2 · Pion blanc sur case noire f2 · Pion blanc sur case blanche g2 | Roi noir sur case blanche g8 · Pion noir sur case noire g7 · Pion noir sur case blanche e6 · Pion noir sur case noire f6 · Tour blanche sur case noire c5 · Pion noir sur case blanche h5 · Pion blanc sur case noire d4 · Pion blanc sur case noire h4 · Fou blanc sur case noire c3 · Pion blanc sur case noire e3 · Roi blanc sur case noire g3 · Pion blanc sur case noire b2 · Tour noire sur case blanche c2 · Fou noir sur case blanche e2 · Pion blanc sur case noire f2 · Pion blanc sur case blanche g2 | 4 |
| 3 | Roi noir sur case blanche g8 · Pion noir sur case noire g7 · Pion noir sur case blanche e6 · Pion noir sur case noire f6 · Tour blanche sur case noire c5 · Pion noir sur case blanche h5 · Pion blanc sur case noire d4 · Pion blanc sur case noire h4 · Fou blanc sur case noire c3 · Pion blanc sur case noire e3 · Roi blanc sur case noire g3 · Pion blanc sur case noire b2 · Tour noire sur case blanche c2 · Fou noir sur case blanche e2 · Pion blanc sur case noire f2 · Pion blanc sur case blanche g2 | Roi noir sur case blanche g8 · Pion noir sur case noire g7 · Pion noir sur case blanche e6 · Pion noir sur case noire f6 · Tour blanche sur case noire c5 · Pion noir sur case blanche h5 · Pion blanc sur case noire d4 · Pion blanc sur case noire h4 · Fou blanc sur case noire c3 · Pion blanc sur case noire e3 · Roi blanc sur case noire g3 · Pion blanc sur case noire b2 · Tour noire sur case blanche c2 · Fou noir sur case blanche e2 · Pion blanc sur case noire f2 · Pion blanc sur case blanche g2 | Roi noir sur case blanche g8 · Pion noir sur case noire g7 · Pion noir sur case blanche e6 · Pion noir sur case noire f6 · Tour blanche sur case noire c5 · Pion noir sur case blanche h5 · Pion blanc sur case noire d4 · Pion blanc sur case noire h4 · Fou blanc sur case noire c3 · Pion blanc sur case noire e3 · Roi blanc sur case noire g3 · Pion blanc sur case noire b2 · Tour noire sur case blanche c2 · Fou noir sur case blanche e2 · Pion blanc sur case noire f2 · Pion blanc sur case blanche g2 | Roi noir sur case blanche g8 · Pion noir sur case noire g7 · Pion noir sur case blanche e6 · Pion noir sur case noire f6 · Tour blanche sur case noire c5 · Pion noir sur case blanche h5 · Pion blanc sur case noire d4 · Pion blanc sur case noire h4 · Fou blanc sur case noire c3 · Pion blanc sur case noire e3 · Roi blanc sur case noire g3 · Pion blanc sur case noire b2 · Tour noire sur case blanche c2 · Fou noir sur case blanche e2 · Pion blanc sur case noire f2 · Pion blanc sur case blanche g2 | Roi noir sur case blanche g8 · Pion noir sur case noire g7 · Pion noir sur case blanche e6 · Pion noir sur case noire f6 · Tour blanche sur case noire c5 · Pion noir sur case blanche h5 · Pion blanc sur case noire d4 · Pion blanc sur case noire h4 · Fou blanc sur case noire c3 · Pion blanc sur case noire e3 · Roi blanc sur case noire g3 · Pion blanc sur case noire b2 · Tour noire sur case blanche c2 · Fou noir sur case blanche e2 · Pion blanc sur case noire f2 · Pion blanc sur case blanche g2 | Roi noir sur case blanche g8 · Pion noir sur case noire g7 · Pion noir sur case blanche e6 · Pion noir sur case noire f6 · Tour blanche sur case noire c5 · Pion noir sur case blanche h5 · Pion blanc sur case noire d4 · Pion blanc sur case noire h4 · Fou blanc sur case noire c3 · Pion blanc sur case noire e3 · Roi blanc sur case noire g3 · Pion blanc sur case noire b2 · Tour noire sur case blanche c2 · Fou noir sur case blanche e2 · Pion blanc sur case noire f2 · Pion blanc sur case blanche g2 | Roi noir sur case blanche g8 · Pion noir sur case noire g7 · Pion noir sur case blanche e6 · Pion noir sur case noire f6 · Tour blanche sur case noire c5 · Pion noir sur case blanche h5 · Pion blanc sur case noire d4 · Pion blanc sur case noire h4 · Fou blanc sur case noire c3 · Pion blanc sur case noire e3 · Roi blanc sur case noire g3 · Pion blanc sur case noire b2 · Tour noire sur case blanche c2 · Fou noir sur case blanche e2 · Pion blanc sur case noire f2 · Pion blanc sur case blanche g2 | Roi noir sur case blanche g8 · Pion noir sur case noire g7 · Pion noir sur case blanche e6 · Pion noir sur case noire f6 · Tour blanche sur case noire c5 · Pion noir sur case blanche h5 · Pion blanc sur case noire d4 · Pion blanc sur case noire h4 · Fou blanc sur case noire c3 · Pion blanc sur case noire e3 · Roi blanc sur case noire g3 · Pion blanc sur case noire b2 · Tour noire sur case blanche c2 · Fou noir sur case blanche e2 · Pion blanc sur case noire f2 · Pion blanc sur case blanche g2 | 3 |
| 2 | Roi noir sur case blanche g8 · Pion noir sur case noire g7 · Pion noir sur case blanche e6 · Pion noir sur case noire f6 · Tour blanche sur case noire c5 · Pion noir sur case blanche h5 · Pion blanc sur case noire d4 · Pion blanc sur case noire h4 · Fou blanc sur case noire c3 · Pion blanc sur case noire e3 · Roi blanc sur case noire g3 · Pion blanc sur case noire b2 · Tour noire sur case blanche c2 · Fou noir sur case blanche e2 · Pion blanc sur case noire f2 · Pion blanc sur case blanche g2 | Roi noir sur case blanche g8 · Pion noir sur case noire g7 · Pion noir sur case blanche e6 · Pion noir sur case noire f6 · Tour blanche sur case noire c5 · Pion noir sur case blanche h5 · Pion blanc sur case noire d4 · Pion blanc sur case noire h4 · Fou blanc sur case noire c3 · Pion blanc sur case noire e3 · Roi blanc sur case noire g3 · Pion blanc sur case noire b2 · Tour noire sur case blanche c2 · Fou noir sur case blanche e2 · Pion blanc sur case noire f2 · Pion blanc sur case blanche g2 | Roi noir sur case blanche g8 · Pion noir sur case noire g7 · Pion noir sur case blanche e6 · Pion noir sur case noire f6 · Tour blanche sur case noire c5 · Pion noir sur case blanche h5 · Pion blanc sur case noire d4 · Pion blanc sur case noire h4 · Fou blanc sur case noire c3 · Pion blanc sur case noire e3 · Roi blanc sur case noire g3 · Pion blanc sur case noire b2 · Tour noire sur case blanche c2 · Fou noir sur case blanche e2 · Pion blanc sur case noire f2 · Pion blanc sur case blanche g2 | Roi noir sur case blanche g8 · Pion noir sur case noire g7 · Pion noir sur case blanche e6 · Pion noir sur case noire f6 · Tour blanche sur case noire c5 · Pion noir sur case blanche h5 · Pion blanc sur case noire d4 · Pion blanc sur case noire h4 · Fou blanc sur case noire c3 · Pion blanc sur case noire e3 · Roi blanc sur case noire g3 · Pion blanc sur case noire b2 · Tour noire sur case blanche c2 · Fou noir sur case blanche e2 · Pion blanc sur case noire f2 · Pion blanc sur case blanche g2 | Roi noir sur case blanche g8 · Pion noir sur case noire g7 · Pion noir sur case blanche e6 · Pion noir sur case noire f6 · Tour blanche sur case noire c5 · Pion noir sur case blanche h5 · Pion blanc sur case noire d4 · Pion blanc sur case noire h4 · Fou blanc sur case noire c3 · Pion blanc sur case noire e3 · Roi blanc sur case noire g3 · Pion blanc sur case noire b2 · Tour noire sur case blanche c2 · Fou noir sur case blanche e2 · Pion blanc sur case noire f2 · Pion blanc sur case blanche g2 | Roi noir sur case blanche g8 · Pion noir sur case noire g7 · Pion noir sur case blanche e6 · Pion noir sur case noire f6 · Tour blanche sur case noire c5 · Pion noir sur case blanche h5 · Pion blanc sur case noire d4 · Pion blanc sur case noire h4 · Fou blanc sur case noire c3 · Pion blanc sur case noire e3 · Roi blanc sur case noire g3 · Pion blanc sur case noire b2 · Tour noire sur case blanche c2 · Fou noir sur case blanche e2 · Pion blanc sur case noire f2 · Pion blanc sur case blanche g2 | Roi noir sur case blanche g8 · Pion noir sur case noire g7 · Pion noir sur case blanche e6 · Pion noir sur case noire f6 · Tour blanche sur case noire c5 · Pion noir sur case blanche h5 · Pion blanc sur case noire d4 · Pion blanc sur case noire h4 · Fou blanc sur case noire c3 · Pion blanc sur case noire e3 · Roi blanc sur case noire g3 · Pion blanc sur case noire b2 · Tour noire sur case blanche c2 · Fou noir sur case blanche e2 · Pion blanc sur case noire f2 · Pion blanc sur case blanche g2 | Roi noir sur case blanche g8 · Pion noir sur case noire g7 · Pion noir sur case blanche e6 · Pion noir sur case noire f6 · Tour blanche sur case noire c5 · Pion noir sur case blanche h5 · Pion blanc sur case noire d4 · Pion blanc sur case noire h4 · Fou blanc sur case noire c3 · Pion blanc sur case noire e3 · Roi blanc sur case noire g3 · Pion blanc sur case noire b2 · Tour noire sur case blanche c2 · Fou noir sur case blanche e2 · Pion blanc sur case noire f2 · Pion blanc sur case blanche g2 | 2 |
| 1 | Roi noir sur case blanche g8 · Pion noir sur case noire g7 · Pion noir sur case blanche e6 · Pion noir sur case noire f6 · Tour blanche sur case noire c5 · Pion noir sur case blanche h5 · Pion blanc sur case noire d4 · Pion blanc sur case noire h4 · Fou blanc sur case noire c3 · Pion blanc sur case noire e3 · Roi blanc sur case noire g3 · Pion blanc sur case noire b2 · Tour noire sur case blanche c2 · Fou noir sur case blanche e2 · Pion blanc sur case noire f2 · Pion blanc sur case blanche g2 | Roi noir sur case blanche g8 · Pion noir sur case noire g7 · Pion noir sur case blanche e6 · Pion noir sur case noire f6 · Tour blanche sur case noire c5 · Pion noir sur case blanche h5 · Pion blanc sur case noire d4 · Pion blanc sur case noire h4 · Fou blanc sur case noire c3 · Pion blanc sur case noire e3 · Roi blanc sur case noire g3 · Pion blanc sur case noire b2 · Tour noire sur case blanche c2 · Fou noir sur case blanche e2 · Pion blanc sur case noire f2 · Pion blanc sur case blanche g2 | Roi noir sur case blanche g8 · Pion noir sur case noire g7 · Pion noir sur case blanche e6 · Pion noir sur case noire f6 · Tour blanche sur case noire c5 · Pion noir sur case blanche h5 · Pion blanc sur case noire d4 · Pion blanc sur case noire h4 · Fou blanc sur case noire c3 · Pion blanc sur case noire e3 · Roi blanc sur case noire g3 · Pion blanc sur case noire b2 · Tour noire sur case blanche c2 · Fou noir sur case blanche e2 · Pion blanc sur case noire f2 · Pion blanc sur case blanche g2 | Roi noir sur case blanche g8 · Pion noir sur case noire g7 · Pion noir sur case blanche e6 · Pion noir sur case noire f6 · Tour blanche sur case noire c5 · Pion noir sur case blanche h5 · Pion blanc sur case noire d4 · Pion blanc sur case noire h4 · Fou blanc sur case noire c3 · Pion blanc sur case noire e3 · Roi blanc sur case noire g3 · Pion blanc sur case noire b2 · Tour noire sur case blanche c2 · Fou noir sur case blanche e2 · Pion blanc sur case noire f2 · Pion blanc sur case blanche g2 | Roi noir sur case blanche g8 · Pion noir sur case noire g7 · Pion noir sur case blanche e6 · Pion noir sur case noire f6 · Tour blanche sur case noire c5 · Pion noir sur case blanche h5 · Pion blanc sur case noire d4 · Pion blanc sur case noire h4 · Fou blanc sur case noire c3 · Pion blanc sur case noire e3 · Roi blanc sur case noire g3 · Pion blanc sur case noire b2 · Tour noire sur case blanche c2 · Fou noir sur case blanche e2 · Pion blanc sur case noire f2 · Pion blanc sur case blanche g2 | Roi noir sur case blanche g8 · Pion noir sur case noire g7 · Pion noir sur case blanche e6 · Pion noir sur case noire f6 · Tour blanche sur case noire c5 · Pion noir sur case blanche h5 · Pion blanc sur case noire d4 · Pion blanc sur case noire h4 · Fou blanc sur case noire c3 · Pion blanc sur case noire e3 · Roi blanc sur case noire g3 · Pion blanc sur case noire b2 · Tour noire sur case blanche c2 · Fou noir sur case blanche e2 · Pion blanc sur case noire f2 · Pion blanc sur case blanche g2 | Roi noir sur case blanche g8 · Pion noir sur case noire g7 · Pion noir sur case blanche e6 · Pion noir sur case noire f6 · Tour blanche sur case noire c5 · Pion noir sur case blanche h5 · Pion blanc sur case noire d4 · Pion blanc sur case noire h4 · Fou blanc sur case noire c3 · Pion blanc sur case noire e3 · Roi blanc sur case noire g3 · Pion blanc sur case noire b2 · Tour noire sur case blanche c2 · Fou noir sur case blanche e2 · Pion blanc sur case noire f2 · Pion blanc sur case blanche g2 | Roi noir sur case blanche g8 · Pion noir sur case noire g7 · Pion noir sur case blanche e6 · Pion noir sur case noire f6 · Tour blanche sur case noire c5 · Pion noir sur case blanche h5 · Pion blanc sur case noire d4 · Pion blanc sur case noire h4 · Fou blanc sur case noire c3 · Pion blanc sur case noire e3 · Roi blanc sur case noire g3 · Pion blanc sur case noire b2 · Tour noire sur case blanche c2 · Fou noir sur case blanche e2 · Pion blanc sur case noire f2 · Pion blanc sur case blanche g2 | 1 |
|   | a | b | c | d | e | f | g | h |   |

Le tournoi, initialement prévu  du 23 juin au  4 juillet 2012, était annulé à la suite du retrait du sponsor Romgaz. Finalement il a lieu du 7 au 14 novembre à Bucarest avec quatre joueurs (Ivantchouk, Topalov, Caruana et Nisipeanu. Au terme des 6 parties Vassili Ivantchouk et Veselin Topalov sont à égalité de points avec 3,5/6. Les deux joueurs se sont départagés en parties rapides, Ivantchouk remporte la première partie et annule la seconde et ainsi remporte pour la deuxième fois le tournoi des rois.
Vassili Ivantchouk (2763) - Liviu-Dieter Nisipeanu (2668) [CODE ECO E32]
1.d4 Cf6 2.c4 e6 3.Cc3 Fb4 4.Dc2 0–0 5.a3 Fxc3+ 6.Dxc3 b5 7.cxb5 c6 8.Fg5 cxb5 9.e3 Fb7 10.Cf3 a6 11.Fd3 h6 12.Fh4 d6 13.0–0 Cbd7 14.Db4 Db6 15.Fg3 Fe4 16.Fe2 Tfc8 17.Tfc1 Ce8 18.Cd2 Fc2 19.h3 Tab8 20.a4 bxa4 21.Dxb6 Cxb6 22.Fxa6 Tc7 23.Fb5 f6 24.Fxe8 Txe8 25.Fxd6 Tc6 26.Fc5 Fg6 27.Cc4 Cxc4 28.Txc4 Ta8 29.Tcxa4 Txa4 30.Txa4 Fd3 31.Ta3 Fe2 32.Ta8+ Rf7 33.Ta7+ Rg8 34.Tb7 Ta6 35.Fb4 Ta1+ 36.Rh2 Tc1 37.h4 h5 38.Fc3 Fc4 39.Tc7 Fd3 40.Tc5 Tc2 41.Rg3 Fe2 [Voir diagramme] 42.e4 Rf7 43.d5 exd5 44.Txd5 Fg4 45.f3 Fe6 46.Txh5 Fc4 47.e5 Rg6 48.Th8 Ff1 49.exf6 1–0

## Depuis 2014

### Huitième édition (2014): match Roumanie - Chine
En 2014 le tournoi des rois est constitué d'un tournoi préliminaire en blitz entre sixjoueurs roumains et quatre joueurs chinois, suivi d'un match en quatre rondes entre une équipe de quatre roumains (Lupulescu, Parligras, Jianu et Nevednichy) et une équipe de quatre chinois (Wang Yue, Wei Yi, Ni Hua et Lu shanglei). La Chine remporte le mactch 13 à 3. Les deux meilleurs joueurs de chaque équipe disputent ensuite un match rapide. Wang Yue bat Jianu.

### Neuvième édition (2015): match Roumanie - Allemagne
En 2015, le tournoi des rois est un match en cinq rondes entre une équipe de Roumanie (Deac, Parligras, Marin, Nevednichy et Lupulescu) et une équipe d'Allemagne (Wagner, Buhmann, Blübaum, Donchenko et Fridman). L'équipe allemande l'emporte 14 à 11.

### Dixième édition (2016): matchs rapide et blitz Vladimir Kramnik - Hou Yifan
En 2016, le tournoi des rois est composé d'un match en huit parties rapides et d'un match en douze parties en blitz entre Vladimir Kramnik et Hou Yifan. Kramnik remporte le match rapide 5,5 à 2,5 et le match en blitz 6 à 4.
Est également organisé un tournoi rapide entre cinq joueurs et cinq joueuses roumains, tournoi remporté par Vlad-Christian Janu devant Mihail Marin, Bogdan-Daniel Deac et Levente Vajda.

### Onzième édition (2017): tournois rapides et blitz
En 2017, le tournoi des rois est composé de deux tournois rapides (mixte et féminin) et de deux tournois blitz (mixte et féminin). Vassili Ivantchouk remporte les tournois rapide et blitz devant Sergueï Kariakine, Wei Yi et Bogdan-Daniel Deac. 
Anna Mouzytchouk remporte les deux tournois féminins devant Elisabeth Pähtz, Pia Cramling et Corina-Isabela Peptan.